# Magdalena Welc
Magdalena Welc (ur. 4 listopada 1998 w Lublinie) – polska piosenkarka.
Zwyciężczyni trzeciej edycji Mam talent! (2010).

## Wczesne lata
Pochodzi z ‪‪Niedrzwicy Dużej ‬k. Lublina. Była uczennicą Ogólnokształcącej Szkoły Muzycznej II stopnia im. Karola‬ Lipińskiego w Lublinie w klasie fletu poprzecznego. Przez rok uczestniczyła w‬ zajęciach lubelskiej Akademii Teatralno-Wokalnej Jerzego Turowicza.

## Kariera
W 2010 zwyciężyła w finale trzeciej edycji programu TVN Mam talent!. 1 stycznia 2011 wystąpiła z utworem „Piosenka z nutką optymizmu” podczas koncertu noworocznego organizowanego przez Mazowiecki Teatr Muzyczny w Filharmonii Narodowej w Warszawie. Kilkakrotnie była gościem programów telewizyjnych TVN, gdzie występowała u boku Edyty Geppert, Michała Bajora oraz członków zespołu Dżem. 14 lutego wystąpiła podczas benefisu Violetty Villas w Wojewódzkim Domu Kultury w Kielcach. 20 czerwca została stypendystką Stowarzyszenia Wspierania Talentów‬ Dziecięcych „Art Pro” z Wejherowa, dzięki któremu wydała debiutancki album pt. Sianko na stół. Kolędy i pastorałki, zawierający najpopularniejsze polskie kolędy, a także dwie premierowe pastorałki – „Sianko na stół” i „Babci zegar” oraz „Kolędę dla nieobecnych” kompozycji Zbigniewa Preisnera. Dochód z dystrybucji płyty przeznaczony został na organizację warsztatów artystycznych dla najuboższych podopiecznych Stowarzyszenia Art Pro.
W maju 2012 została beneficjentką stypendialnego wsparcia Stowarzyszenia „Razem dla Lubelszczyzny”. W styczniu 2013 wydała utwór „Kasety mamy”, do którego w marcu zrealizowała teledysk. W maju 2014 nagrała piosenkę na potrzeby ścieżki dźwiękowej do serialu telewizyjnego Mu i Be – Opowieści z farmy. W 2015 premierę miał zaśpiewany przez nią utwór „Dziewczynka” autorstwa Jacka Cygana i Piotra Rubika.
Po długiej przerwie na początku 2021 roku miał premierę jej singiel „Między słowami". Niedługo potem pojawił się kolejny kawałek „Nie patrzę wstecz”, który miał być swego rodzaju rozliczeniem z przeszłością i zamknięciem pewnego etapu życia.

## Dyskografia
Albumy muzyczne
| Rok  | Tytuł                                                                                           | Pozycja na liście |
| Rok  | Tytuł                                                                                           | POL               |
| ---- | ----------------------------------------------------------------------------------------------- | ----------------- |
| 2011 | Sianko na stół. Kolędy i pastorałki - Data: 14 listopada 2011 - Wydawca: Stowarzyszenie ART-PRO | 45                |

Single
| Rok  | Tytuł       | Pozycja na liście | Pozycja na liście |
| Rok  | Tytuł       | RK                | RDN               |
| ---- | ----------- | ----------------- | ----------------- |
| 2013 | Kasety Mamy | 1                 | 2                 |